# 托西爾堡 (亞利桑那州)
托西爾堡（英語：Fort Tuthill）是位於美國亞利桑那州可可尼諾縣的一個非建制地區。該地的面積和人口皆未知。

## 地理
托西爾堡的座標為35°08′30″N 111°41′40″W / 35.14167°N 111.69444°W，而該地的平均海拔高度為2132米（即6995英尺）。